# Byron Tucker

Zawodnik Oklahoma Sooners

Byron Tucker – amerykański zapaśnik w stylu wolnym. Złoto na mistrzostwach panamerykańskich w 2002. Pierwszy na uniwersyteckich mistrzostwach świata w 2000 roku.
Zawodnik Western Branch High School z Chesapeake i University of Oklahoma. All-American w NCAA Division I w 2000, gdzie zajął pierwsze miejsce.